# Synarachnactis lloydii
Espèce
Synarachnactis lloydii, le Cérianthe solitaire, est une espèce de cnidaires anthozoaires ("fausse" anémone de mer) de la famille des Synarachnactidae. Elle protégée par un tube assez souple enfoui dans le sable. La couronne tentaculaire est la seule partie visible hors du tube. En cas de danger, elle se rétracte rapidement et se reforme en moins d'une minute.

## Description
Le disque oral porte deux types de tentacules : en périphérie, une soixantaine de tentacules marginaux, longs de 3 cm forment une couronne de 7 cm de diamètre. Autour de la bouche, les tentacules labiaux, courts et dressés n'excèdent pas 8 mm de long. Leur coloration variable s'étend du blanc translucide au noir en passant par de nombreuses nuances de brun orangé. Les tentacules marginaux et labiaux sont souvent de couleurs différentes. La diversité des couleurs peut paraître entre tentacules de même type.
Cette espèce vit dans le maërl, le sable mêlé aux algues et rochers, les abords des ports et les fonds vaseux. On la trouve entre 1 et 100 mètres de profondeur. On la rencontre en Atlantique, Manche, mer du Nord et Méditerranée.
L'animal se protège, pour sa partie du corps enfouie sous le sédiment, en sécrétant un tube muqueux assez fin et semi transparent. Ce fin tube muqueux, composé d’un tissu de filaments urticants aux propriétés antibactériennes (nématocystes* déchargés), est percé à son extrémité pour permettre l’évacuation de l’eau lors du déplacement de l’animal. Ainsi, au moindre danger, le cérianthe, peut rapidement disparaître dans son tube.
Le corps de l’animal est extensible, contractile, et en forme de torpille à l’extrémité arrondie (à l’opposé de la bouche). Il est ancré dans le sédiment sableux ou vaseux, il mesure quelques dizaines de centimètres de long.
Il n’y a pas de disque basal adhésif, comme chez les vraies anémones. Bien que fixé, le cérianthe est capable de se déplacer et de reconstruire un nouveau tube. Considéré comme sciaphile, il est plus facilement visible la nuit.
Il possède des tentacules beaucoup plus urticants que d'autres espèces de cérianthes. La cohabitation de deux espèces en aquarium est impossible car le C. solitaire attaque !

## Biotope
Contrairement à la majorité de ses proches congénères les anémones de mer, les cérianthes ne tolèrent pas l’émersion, ils ne colonisent jamais la zone des marées. On trouvera C. solitarius dans des zones calmes sans fort courant et loin des turbulences des vagues. Par petit fond, seule la « tête » tentaculaire bien étalée émergera du sédiment, alors que, plus profond ou dans les étangs calmes, et où les turbulences sont faibles, la colonne lisse et cylindrique s’étirera largement jusqu’à 20 à 40 cm au-dessus du fond.

## Classification
Le nom valide complet (avec auteur) de ce taxon est Synarachnactis lloydii (Gosse, 1859).
L'espèce a été initialement classée dans le genre Cerianthus sous le protonyme Cerianthus lloydii Gosse, 1859,.
Synarachnactis lloydii a pour synonymes dont aucun n'est acceptable :
- Cerianthus lloydii borealis Danielssen, 1860
- Arachnactis bournei Fowler, 1897
- Arachnactis lloydii (Gosse, 1859)
- Cerianthus borealis Danielssen, 1860
- Cerianthus danielsseni Levinsen
- Cerianthus lloydi Gosse, 1859
- Cerianthus lloydii Gosse, 1859
- Cerianthus loydii Gosse, 1859
- Cerianthus lütkenii Andres, 1883
- Cerianthus septentrionalis Van Beneden, 1923
- Synarachnactis bournei (Fowler, 1897)

### Étymologie
Son épithète spécifique, lloydii, lui a été donnée en l'honneur de William Alford Lloyd (d) (1826-1880).

### Publication originale
- (en) Philip H. Gosse, « Characters and descriptions of some new British Sea-Anemones », Annals and Magazine of Natural History, Londres, Taylor & Francis, vol. 3,‎ 1859, p. 46-50 (ISSN 0374-5481, OCLC 1481361, lire en ligne).